# British Grand Prix
Le Birmingham Grand Prix (anciennement British Grand Prix) est un meeting international d'athlétisme qui se déroule une fois par an au Royaume-Uni. Disputé jusqu'en 2010 à Gateshead, le meeting 2011 se déroule à l'Alexander Stadium de Birmingham, au Royaume-Uni. Il fait partie du circuit international de la Ligue de diamant.

## Records

### Records du monde
Le seul record du monde a été réalisé sur 100 m par le Jamaïcain Asafa Powell lors de l'édition 2006.
| Année | Épreuve | Record            | Athlète      | Nationalité |
| ----- | ------- | ----------------- | ------------ | ----------- |
| 2006  | 100 m   | 9 s 77 (+1,5 m/s) | Asafa Powell | Jamaïque    |

### Records du meeting

#### Hommes
| Épreuve           | Record             | Athlète                 | Nationalité    | Date              | Réf. |
| ----------------- | ------------------ | ----------------------- | -------------- | ----------------- | ---- |
| 100 m             | 9 s 77 (+1.5 m/s)  | Asafa Powell            | Jamaïque       | 11 juin 2006      |      |
| 200 m             | 19 s 94 (+1,4 m/s) | Michael Johnson         | États-Unis     | 15 septembre 1991 |      |
| 400 m             | 44 s 23            | Kirani James            | Grenade        | 5 juin 2016       |      |
| 800 m             | 1 min 42 s 79      | Emmanuel Kipkurui Korir | Kenya          | 18 août 2018      |      |
| 1 500 m           | 3 min 29 s 33      | Asbel Kiprop            | Kenya          | 5 juin 2016       |      |
| Mile              | 3 min 51 s 89      | Asbel Kiprop            | Kenya          | 24 août 2014      |      |
| 2 miles           | 8 min 07 s 85      | Mo Farah                | Royaume-Uni    | 24 août 2014      |      |
| 5 000 m           | 13 min 00 s 20     | Vincent Chepkok         | Kenya          | 10 juillet 2010   |      |
| 110 m haies       | 12 s 95 (-0.9 m/s) | Aries Merritt           | États-Unis     | 26 août 2012      |      |
| 400 m haies       | 47 s 67            | Kevin Young             | États-Unis     | 14 août 1992      |      |
| 3 000 m steeple   | 8 min 00 s 12      | Conseslus Kipruto       | Kenya          | 5 juin 2016       |      |
| Saut en hauteur   | 2,40 m             | Mutaz Essa Barshim      | Qatar          | 20 août 2017      |      |
| Saut à la perche  | 5,91 m             | Aleksandr Averbukh      | Israël         | 19 août 2001      |      |
| Saut en longueur  | 8,53 m (+1,5 m/s)  | Luvo Manyonga           | Afrique du Sud | 18 août 2018      |      |
| Triple saut       | 17,74 m (+1,9 m/s) | Christian Olsson        | Suède          | 13 juillet 2003   |      |
| Lancer du poids   | 22,45 m            | Christian Cantwell      | États-Unis     | 11 juin 2006      |      |
| Lancer du disque  | 69,83 m            | Piotr Małachowski       | Pologne        | 10 juillet 2010   |      |
| Lancer du javelot | 95,66 m            | Jan Železný             | Tchéquie       | 29 août 1993      |      |

#### Femmes
| Épreuve           | Record             | Athlète             | Nationalité      | Date         | Réf. |
| ----------------- | ------------------ | ------------------- | ---------------- | ------------ | ---- |
| 100 m             | 10 s 81 (+0,7 m/s) | Carmelita Jeter     | États-Unis       | 26 août 2012 |      |
| 200 m             | 22 s 15 (+0,4 m/s) | Shaunae Miller-Uibo | Bahamas          | 18 août 2018 |      |
| 400 m             | 49 s 77            | Sanya Richards      | États-Unis       | 21 août 2005 |      |
| 800 m             | 1 min 56 s 92      | Francine Niyonsaba  | Burundi          | 5 juin 2016  |      |
| 1 500 m           | 3 min 58 s 07      | Kelly Holmes        | Royaume-Uni      | 29 juin 1997 |      |
| 3 000 m           | 8 min 28 s 90      | Sifan Hassan        | Pays-Bas         | 20 août 2017 |      |
| 2 miles           | 9 min 11 s 49      | Mercy Cherono       | Kenya            | 24 août 2014 |      |
| 5 000 m           | 14 min 51 s 77     | Tirunesh Dibaba     | Éthiopie         | 21 août 2005 |      |
| 10 000 m          | 30 min 17 s 15     | Paula Radcliffe     | Royaume-Uni      | 27 juin 2004 |      |
| 100 m haies       | 12 s 46 (-0.3 m/s) | Kendra Harrison     | États-Unis       | 5 juin 2016  |      |
| 100 m haies       | 12 s 46 (-0,2 m/s) | Danielle Williams   | Jamaïque         | 18 août 2019 |      |
| 400 m haies       | 53 s 78            | Kaliese Spencer     | Jamaïque         | 26 août 2012 |      |
| 3000 m steeple    | 9 min 05 s 55      | Beatrice Chepkoech  | Kenya            | 18 août 2019 |      |
| Saut en hauteur   | 2,03 m             | Kajsa Bergqvist     | Suède            | 21 août 2005 |      |
| Saut à la perche  | 4,87 m             | Yelena Isinbayeva   | Russie           | 27 juin 2004 |      |
| Saut en longueur  | 6,96 m (+1,5 m/s)  | Malaika Mihambo     | Allemagne        | 18 août 2018 |      |
| Triple saut       | 14,94 m (+0,9 m/s) | Ashia Hansen        | Royaume-Uni      | 29 juin 1997 |      |
| Lancer du poids   | 20,52 m            | Valerie Adams       | Nouvelle-Zélande | 26 août 2012 |      |
| Lancer du disque  | 69,23 m            | Sandra Perković     | Croatie          | 7 juin 2015  |      |
| Lancer du marteau | 71,14 m            | Joanna Fiodorow     | Pologne          | 20 août 2017 |      |
| Lancer du javelot | 66,08 m            | Barbora Špotáková   | Tchéquie         | 26 août 2012 |      |